# Вікторія Карл
Вікторія Карл (31 липня 1995 , Целла-Меліс, Тюрингія ) — німецька лижниця, що спеціалізується на дистанційних перегонах, лімпійська чемпіонка та медалістка, призер чемпіонату світу.
Золоту олімпійську медаль та звання олімпійської чемпіонки Карл виборола в командному спринті на Пекінській олімпіаді 2022 року. Там же вона завоювала срібну медаль в складі німецької естафетної команди. На чемпіонаті світу 2023 року вона, разом з командою, теж здобула срібну медаль в естафеті.

## Життєпис
Вікторія Карл народилася 31 липня 1995 року в Целла-Меліс (Німеччина).
Від 2010 року бере участь у міжнародних змаганнях, до сезону 2014—2015 — юніорських. На Зимових юнацьких Олімпійських іграх 2012 року в Зеєфельді в Тіролі вона посіла 12-те місце в спринті та 6-те місце в перегонах класичним стилем на 5 км. У змішаних перегонах біатлоністів та лижниць здобула золоту медаль.
У Кубку світу дебютувала 29 грудня 2012 року, посівши 69-те місце в перегонах прологу та 45-те місце в перегонах переслідування на 9 км. У січні 2013 року виборола бронзову медаль в естафеті, срібну в спринті та золоту на дистанції 5 км вільним стилем на чемпіонаті світу серед юніорів у Ліберці.
На чемпіонаті світу серед юніорів 2015 року в Алматах вона здобула дві золоті та дві срібні медалі. На чемпіонаті світу 2015 року у Фалуні посіла 29-ті місця в скіатлоні та мас-старті, а в складі естафетної команди стала 6-ю.
На чемпіонаті світу з лижних видів спорту Ю-23 2016 року в Ришнові Вікторія виборола золоту медаль на 10 км вільним стилем та срібну медаль на 10 км класичним стилем. На початку сезону 2016—2017 років уперше у кар'єрі зійшла на п'єдестал пошани в естафеті на етапі Кубка світу.
На чемпіонаті світу з лижних видів спорту 2017 року у Лахті посіла 15-те місце в скіатлоні.
На зимових Олімпійських іграх 2018 року в Пхьончхані виступила у двох перегонах: 19-те місце на дистанції 10 км вільним стилем та 6-те місце у складі естафетної четвірки.
На чемпіонаті світу 2019 року в Зеєфельді в Тіролі вона посіла 5-те місце в спринті та 4-те в естафеті.
На початку сезону 2020—2021 в Руці зазнала травми, а саме порвала подвійну зовнішню зв'язку правої стопи, та вибула зі змагань до кінця січня 2021 року.
На чемпіонаті світу 2021 року в Оберстдорфі Вікторія фінішувала 14-ю на дистанції 10 км вільним стилем, 9-ю в командному спринті та 5-ю в естафеті.

## Результати за кар'єру
Усі результати наведено за даними Міжнародної федерації лижного спорту.

### Олімпійські ігри
| Рік  | Вік | 10 км індивідуальні пер. | 15 км скіатлон | 30 км мас-старт | Спринт | 4 × 5 км естафета | Командна першість спринт |
| ---- | --- | ------------------------ | -------------- | --------------- | ------ | ----------------- | ------------------------ |
| 2018 | 22  | 19                       | 20             | 25              | —      | 6                 | —                        |
| 2022 | 26  | —                        | —              | —               | 10     | Срібло            | Золото                   |

### Чемпіонати світу
| Рік  | Вік | 10 км індивідуальні пер. | 15 км скіатлон | 30 км мас-старт | Спринт | 4 × 5 км естафета | Командна першість спринт |
| ---- | --- | ------------------------ | -------------- | --------------- | ------ | ----------------- | ------------------------ |
| 2015 | 19  | —                        | 29             | 29              | 38     | 6                 | —                        |
| 2017 | 21  | 21                       | 15             | 37              | 23     | —                 | —                        |
| 2019 | 23  | —                        | —              | 9               | 5      | 4                 | 6                        |
| 2021 | 25  | 14                       | —              | —               | —      | 5                 | 9                        |
| 2023 | 27  | -                        | -              | -               | 23     | Срібло            | —                        |

### Кубки світу

#### Підсумкові місця в Кубку світу за роками
| Сезон | Вік | Місце в дисципліні | Місце в дисципліні | Місце в дисципліні | Місце в дисципліні | Місце в Скі Тур | Місце в Скі Тур | Місце в Скі Тур | Місце в Скі Тур   | Місце в Скі Тур |
| Сезон | Вік | Загалом            | Дистанція          | Спринт             | Ю-23               | Nordic Opening  | Тур де Скі      | Скі Тур 2020    | Фінал Кубка світу | Скі Тур Канада  |
| ----- | --- | ------------------ | ------------------ | ------------------ | ------------------ | --------------- | --------------- | --------------- | ----------------- | --------------- |
| 2013  | 17  | НК                 | НК                 | —                  | Н/Д                | —               | НФ              | Н/Д             | —                 | Н/Д             |
| 2014  | 18  | 114                | НК                 | 78                 | Н/Д                | —               | НФ              | Н/Д             | —                 | Н/Д             |
| 2015  | 19  | 75                 | 54                 | 66                 | 10                 | НФ              | НФ              | Н/Д             | Н/Д               | Н/Д             |
| 2016  | 20  | 69                 | 64                 | 50                 | 14                 | —               | —               | Н/Д             | Н/Д               | НФ              |
| 2017  | 21  | 56                 | 35                 | НК                 | 9                  | 45              | НФ              | Н/Д             | 27                | Н/Д             |
| 2018  | 22  | 37                 | 38                 | 37                 | 8                  | 20              | НФ              | Н/Д             | 16                | Н/Д             |
| 2019  | 23  | 54                 | 33                 | 47                 | Н/Д                | 29              | НФ              | Н/Д             | —                 | Н/Д             |
| 2020  | 24  | 33                 | 22                 | 80                 | Н/Д                | 15              | НФ              | —               | Н/Д               | Н/Д             |
| 2021  | 25  | 44                 | 34                 | 36                 | Н/Д                | НФ              | —               | Н/Д             | Н/Д               | Н/Д             |

#### П'єдестали в командних дисциплінах
- 1 п'єдестал (1 Ес)

| № | Сезон   | Дата          | Місце пров.          | Перегони              | Рівень      | Місце | Тов. по командіs          |
| - | ------- | ------------- | -------------------- | --------------------- | ----------- | ----- | ------------------------- |
| 1 | 2016–17 | 22 січня 2017 | Ульрісегамн (Швеція) | Естафета 4 × 5 км К/В | Кубок світу | 2-ге  | Hennig / Белер / Ringwald |